# Jaskinia Wysoka za Siedmioma Progami
Jaskinia Wysoka za Siedmiu Progami, slovensky Jaskyňa Vysoká za siedmimi prahmi nazývaná také Jaskinia Wielka Wysoka a Jaskinia za Siedmioma Progami je jeskyně v polských Západních Tatrách v Dolině Kościelisko. Je to jedna z nejhlubších a nejdelších jeskyní v Tatrách. Je třetí nejdelší a pátá v souvislosti s denivelací v Polsku. Některé části jeskyně jsou málo probádané a zdokumentované. Objevené části měří 11 660 m a denivelace dosahuje 435 m.
Jaskinia Wysoka za Siedmiu Progami je tvořena soustavou tří na sobě nezávislých jeskyní, které byly objeveny v různých letech. Jsou to: Jaskinia za Siedmiu Progami, Jaskinia Wysoka a Jaskinia Pośrednia

## Jaskinia za Siedmiu Progami
Je největší a nejvíce prozkoumána jeskyně. Má dva vstupní otvory v horní části Wąwozu Kraków, které jsou nad jeskyní Szczelina za Siedmiu Progami na úpatí jihozápadní stěny Wysokiego Grzbietu v Žleby Trzynastu Progów ve výši 1455 a 1468 m n. m.. Doposud zkoumána délka je 6 150 m, a denivelace dosahuje 222 m.

## Jaskinia Wysoka
Je druhá nejdelší v jeskynním systému. Má dva vstupní otvory blízko Jaskine za Siedmiu Progami, které jsou v horní části Wąwozu Kraków na úpatí jihozápadní stěny Wysokiego Grzbietu ve výši 1487 a 1499 m n. m. Její délka je 5 464 m.

## Jaskinia Pośrednia
V jeskynním systému je nejmenší. Má tři vstupní otvory nedaleko Jaskine Wysokej, které jsou v horní části Wąwozu Kraków na úpatí jihozápadní stěny Wysokiego Grzbietu ve výši 1477, 1487 a 1488 m n. m. Má délku 46 m.

## Příroda
Jeskyně má bohatou krápníkovou výzdobu. Nacházejí se zde bílé stalaktity, stalagmity, stalagnáty. Například stalagmity vysoké téměř 1,5 m. V jeskyni nejsou stále vodní toky. Jsou v ní netopýři.

## Objevy
- Jaskinia za Siedmiu Progami objevil ve 40. letech 20. století Stefan Chałubiński.

- Jaskinia Wysoka byla objevena v roce 1954.

- Jaskinia Pośrednia byla objevena v roce 1955.

- V prosinci 1981 byla spojena Jaskinia za Siedmiu Progami s Jaskiniou Wysoka.

- V roce 1985 roce byla spojena Jaskinia Wysoka s Jaskiniou Pośredniou.